# Marcin Szczepański
Marcin Michał Szczepański (ur. 13 sierpnia 1990) – polski lekkoatleta specjalizujący się w skoku o tyczce, trener tej dyscypliny.

## Życiorys
Początkowo uprawiał skok o tyczce jako zawodnik, był m.in. halowym wicemistrzem Polski juniorów w 2008 i 2009, wicemistrzem Polski juniorów na otwartym stadionie w 2008, brązowym medalistą mistrzostw Polski juniorów na otwartym stadionie w 2009 i brązowym medalistą młodzieżowych mistrzostw Polski w 2012. Na mistrzostwach Polski seniorów w 2012 był piąty, w 2013 szósty. Jego rekord życiowy wynosi 5,20 m (17.08.2013)
Był asystentem trenera Wiaczesława Kaliniczenki szkolącego tyczkarza Piotra Liska, a w 2015 został samodzielnym trenerem tego zawodnika, doprowadzając go do zdobycia medali rangi mistrzowskiej.
Postanowieniem prezydenta Andrzeja Dudy z 6 listopada 2015 został odznaczony Krzyżem Kawalerskim Orderu Odrodzenia Polski za wybitne zasługi dla rozwoju kultury fizycznej, za osiągnięcia w pracy trenerskiej). Został wybrany Trenerem Roku 2017 „Złotych Kolców”.